# Elspeth Howe, Baroness Howe of Idlicote

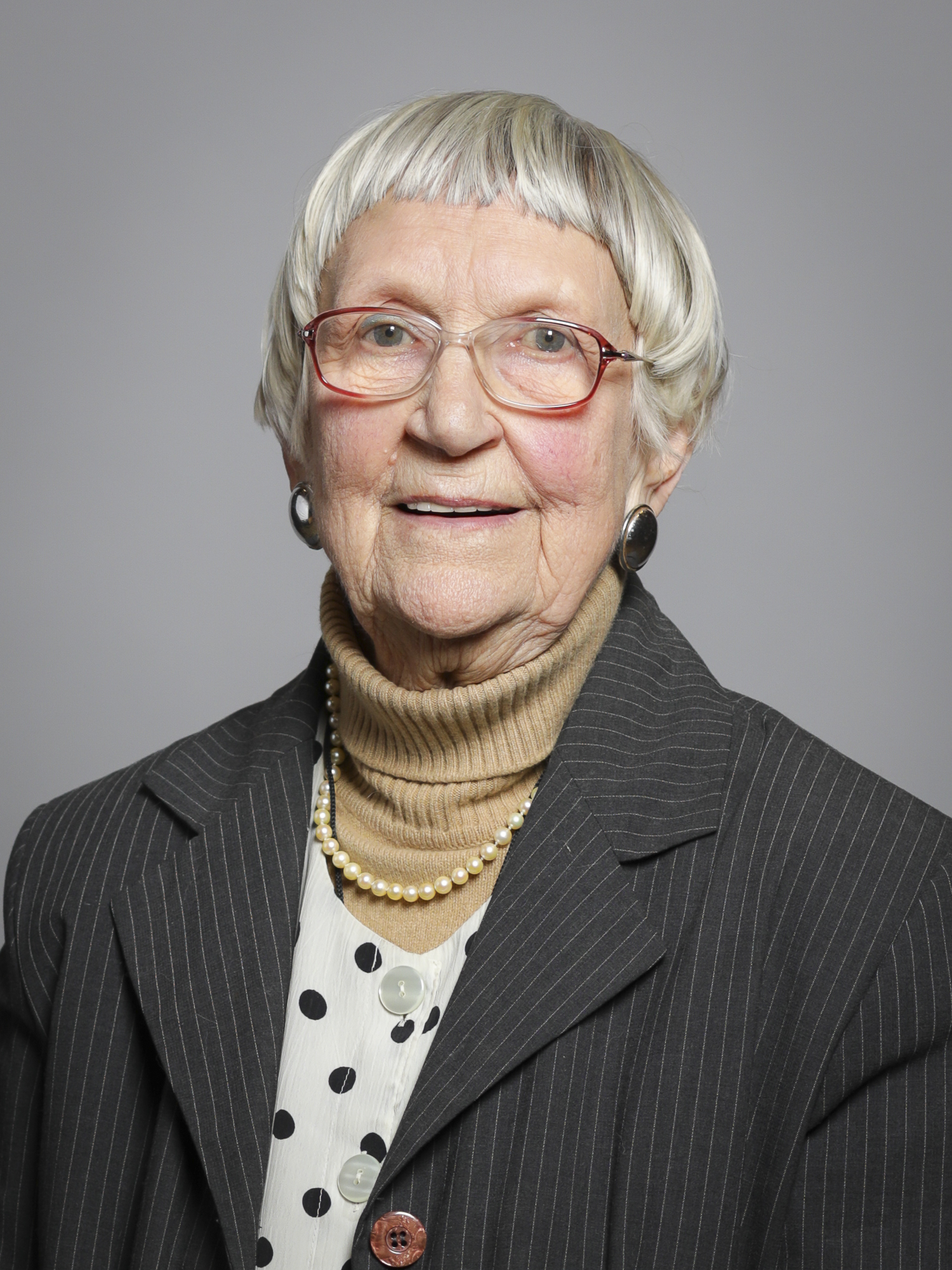
Baroness Howe of Idlicote, 2019

Elspeth Rosamund Morton Howe, Baroness Howe of Idlicote CBE (geborene Shand, * 8. Februar 1932; † 22. März 2022 in Idlicote, Warwickshire) war eine britische Life Peeress.
Sie war die Tochter des Schriftstellers Philip Morton Shand und dessen vierter Frau Sybil Mary Sissons. Daher war sie die Tante von Queen Camilla, deren Vater Bruce Shand ihr Halbbruder aus früherer Ehe ihres Vaters war. Sie ging auf die Wycombe Abbey, eine führende Privatschule für Mädchen in England, und anschließend auf die London School of Economics.
1953 heiratete sie den aufstrebenden Politiker Geoffrey Howe. Sie haben einen Sohn und zwei Töchter. Seit ihr Gatte 1970 zum Knight Bachelor geschlagen wurde, führte sie den Höflichkeitstitel Lady Howe. Seit ihr Gatte 1992 als Baron Howe of Aberavon zum Life Peer erhoben wurde, führte sie den Höflichkeitstitel Baroness Howe of Aberavon.
Elspeth Howe war von 1975 bis 1979 stellvertretende Vorsitzende der Equal Opportunities Commission und ab 1980 in zahlreichen anderen Positionen tätig. Sie war unter anderem Vorsitzende der Broadcasting Standards Commission. 1999 wurde sie als Commander des Order of the British Empire ausgezeichnet. Am 29. Juni 2001 wurde sie als People’s Peer mit dem Titel Baroness Howe of Idlicote, of Shipston-on-Stour in the County of Warwickshire, zur Life Peeress erhoben und war von da an Mitglied des House of Lords. Im Parlament gehörte sie der Fraktion der Crossbencher an. Sie und ihr 2015 verstorbener Mann waren eines der wenigen Ehepaare, bei welchem beide eine Life Peerage führten.